# Fidena obscuripes
Fidena obscuripes är en tvåvingeart som beskrevs av Krober 1931. Fidena obscuripes ingår i släktet Fidena och familjen bromsar. Inga underarter finns listade i Catalogue of Life.